# Roxcy Bolton
Pour les articles homonymes, voir Bolton.
Roxcy Bolton, née O'Neal (3 juin 1926 – 17 mars 2017), est une féministe et activiste américaine des droits des femmes.

## Biographie
Roxcy O'Neal naît le 3 juin 1926 à Duck Hill (Mississippi). A dix ans, elle est témoin du lynchage de deux hommes noirs. Elle est membre des Daughters of the Confederacy. Après le lycée, elle déménage à Miami, travaille comme employée de bureau et rejoint les Jeunes Démocrates. Elle épouse William Charles Hart, un garde côtes, avec lequel elle a un fils, Randall. Le couple divorce après cinq ans.
En 1960, elle se marie avec David Bolton, Commandant de l'United States Navy. Ils vivent au Japon, en Caroline du Sud puis s'installent à Coral Gables (Floride). Ils ont trois enfants, Bonnie Dee, David Jr. et Baron « Buddy ».

## Activisme
Bolton consacre sa vie à l'activisme, prête à la confrontation si nécessaire. Au cours de sa carrière de militante, elle se bat pour une variété de causes, notamment : la lutte contre le viol, le changement de nom des ouragans, l'égalité de rémunération, l'allaitement public, l'accès aux académies militaires pour les femmes, la fin de la publicité sexiste, le congé maternité, la fin de la ségrégation et un meilleur traitement des réfugiés.
Elle commence dans les années 1950, influencée par Eleanor Roosevelt après l'avoir entendue parler lors de la Convention Nationale démocrate de 1956. En 1966, elle participe à la création de la National Organization for Women de Floride, en devient présidente du chapitre de Miami et vice-présidente au niveau national en 1969. La même année, elle persuade les restaurants de Miami de ne pas conserver de section réservée au hommes. Elle argumente “men and women sleep together; why can’t they eat together?” (femmes et hommes dorment ensemble; pourquoi ne peuvent-ils pas manger ensemble ?). En 1972, elle fonde Women in distress, un refuge pour femmes battues et sans domicile. Elle manifeste avec six autres femmes dans le bureau du président de l'Université de Miami pour exiger la promotion de plus de femmes à des postes de direction et une rémunération égale.
En 1969, elle demande au National Oceanic and Atmospheric Administration de ne plus donner aux ouragans que des noms de femmes, une tradition adoptée depuis 1953. En 1979, les météorologues renoncent à la pratique et nomment le deuxième ouragan de l'année "Bob".
En 1971, Bolton mène la première marche nationale contre le viol. Elle rassemble 100 businesswomen, leaders politiques, activistes, femmes aux foyer et quelques hommes et les conduit du centre de Miami jusqu'au palais de justice. En 1974, elle fonde la premier centre de traitement du viol au Jackson Memorial Hospital. La même année, elle organise la première réunion Crime Watch de Floride pour aider à endiguer la criminalité contre les femmes. Elle contribue à porter plusieurs cas de viol à l'attention du public, malgré les inquiétudes de la police. Elle fait de la prévention et du traitement du viol parmi les priorités des forces de l'ordre et des professionnels de la santé. Elle sera citée sur le Hall of Fame des femmes de Floride en 1984 pour «avoir forcé la police et les procureurs à faire du viol une priorité».
En 1972, Bolton persuade le président Nixon de faire une déclaration en l'honneur de la Journée de l'égalité des femmes. Supportrice de l'Equal Rights Amendment, elle convainc le sénateur Birch Bayh de passer l'amendement au Congrès. Grâce à elle, le Tiger Bay Club, un cercle politique influent, s'ouvre aux femmes. Elle lance un programme de réadaptation pour jeunes prostituées incarcérées dans le comté de Miami-Dade qui leur offre des possibilités d’éducation  et tente de les empêcher de se retrouver dans la rue et la drogue. Bolton persuade également National Airlines d'accorder un congé maternité aux hôtesse de l'air enceintes plutôt que de les licencier.
En 1994, elle donne ses photos et ses papiers personnels aux archives de l'état de Floride et au Musée de l'histoire de Floride.
En 1998, une crise cardiaque ralentit ses activités. Elle meurt le 17 mars 2017 à Coral Gables.